# Рау, Генрих
Ге́нрих Го́тлоб «Ха́йнер» Ра́у (нем. Heinrich Gottlob „Heiner“ Rau; 2 апреля 1899, Фейербах, Королевство Вюртемберг, Германская империя — 23 марта 1961, Берлин, ГДР) — немецкий политик, деятель коммунистического движения времён Веймарской республики, один из лидеров Интернациональных бригад во время гражданской войны в Испании и государственный деятель Германской Демократической Республики.
Выросший в пригороде Штутгарта он ещё в юности стал активистом молодёжных организаций левого толка. Принимал участие в Первой мировой войне в составе рейхсхеер, после чего участвовал в Ноябрьской революции. С 1920 года отвечал за разработку аграрной программы Коммунистической партии Германии. В 1933 году, с приходом ко власти Гитлера, политическая обстановка в стране резко изменилась. Спустя некоторое время он был приговорён к двум годам заключения. В общей же сложности, будучи противником режима нацистов, провёл в местах лишения свободы более половины срока правления Гитлера. В 1935-м, по окончании первого срока заключения Рау эмигрировал в Советский Союз. Спустя два года он отправился в Испанию, уже охваченную гражданской войной. В 1939 году был арестован во Франции, а через три года представители режима Виши передали заключённого рейху. После нескольких месяцев в тюрьме гестапо был переведён в концентрационный лагерь Маутхаузен. Находясь в лагере, вступил в заговор с другими заключёнными и стал одним из участников мятежа, состоявшегося за несколько дней до окончания войны в Европе.
Его дальнейшая политическая карьера была весьма успешной. До создания социалистического немецкого государства он занимал должность председателя Немецкой экономической комиссии, предшественника восточногерманского правительства. Затем он возглавил Государственную плановую комиссию и занял должность заместителя председателя совета министров. Являлся одним из ведущих дипломатов и политиков экономического блока в стране. Впоследствии он возглавлял несколько различных министерств и ведомств. Кроме того, был членом Политбюро Центрального комитета правящей Социалистической единой партии.

## Детство, юность и начало политической карьеры

### Штутгарт, Первая мировая война
Родился в Фейербахе, пригороде Штутгарта, который был тогда столицей королевства Вюртемберг. Его отец был крестьянином, позже ставшим работником завода. Детство Генриха Рау прошло в соседнем городе Цуффенхаузен, который, как и Фейербах, ныне является частью Штутгарта. Окончив школу в 1913 году, стал оператором пресса на обувной фабрике. В ноябре того же года он сменил работодателя и устроился на завод Боша в Фейербахе — там он обрёл навыки работы с прессом для металла. Оставался сотрудником фабрики до 1920 года с перерывом в 1917—1919 годах, обусловленным военной службой и участием в революции.
С 1913 года становится активным участником рабочего движения. Молодой человек присоединился к обществу металлистов Deutscher Metallarbeiterverband и социал-демократической молодёжной группе в Цуффенхаузене. Группа, лидером которой он стал в 1916 году, испытала существенное влияние представителей левого крыла немецкой Социал-демократической партии. Левые интерпретировали начавшуюся Первую мировую войну как новый уровень конфликта между «империалистическими силами». В то время Цуффенхаузен посещали некоторые крайне левые члены СДПГ, в частности, Эдвин Хёрнле и Альберт Шрайнер. Будущие революционеры читали в городе лекции и проводили встречи с молодыми социалистами. В 1916 году он присоединился к Союзу Спартака, марксистской организации, собравшей сторонников мировой пролетарской революции. Выступил одним из основателей молодёжного крыла спартакистов. В 1917 году он присоединился к идеологически близкой спартакистам Независимой социал-демократической партии, а с 1919 года вступил в ряды Коммунистической партии.
К 1917 году он уже был избран официальным представителем профсоюза на своей фабрике. Весной он предпринял неудачную попытку организации антивоенной забастовки рабочих. Начальник Рау вынес ему выговор, и, возможно, это ускорило процедуру его призыва на военную службу. В августе 1917 года он был определён в 126-й пехотный полк, который базировался в Цуффенхаузене. Затем он был отправлен на Западный фронт в составе группы пулемётчиков. В сентябре 1918 года получил ранение: осколок снаряда попал ему в лёгкие. Раненый провёл несколько недель в военных госпиталях Веймара и Людвигсбурга. Во время лечения в Людвигсбурге он сумел быстро получить отпуск. Он сразу же отправился в располагавшийся неподалёку Штутгарт, где присоединился к развивавшейся революции.

### Революция

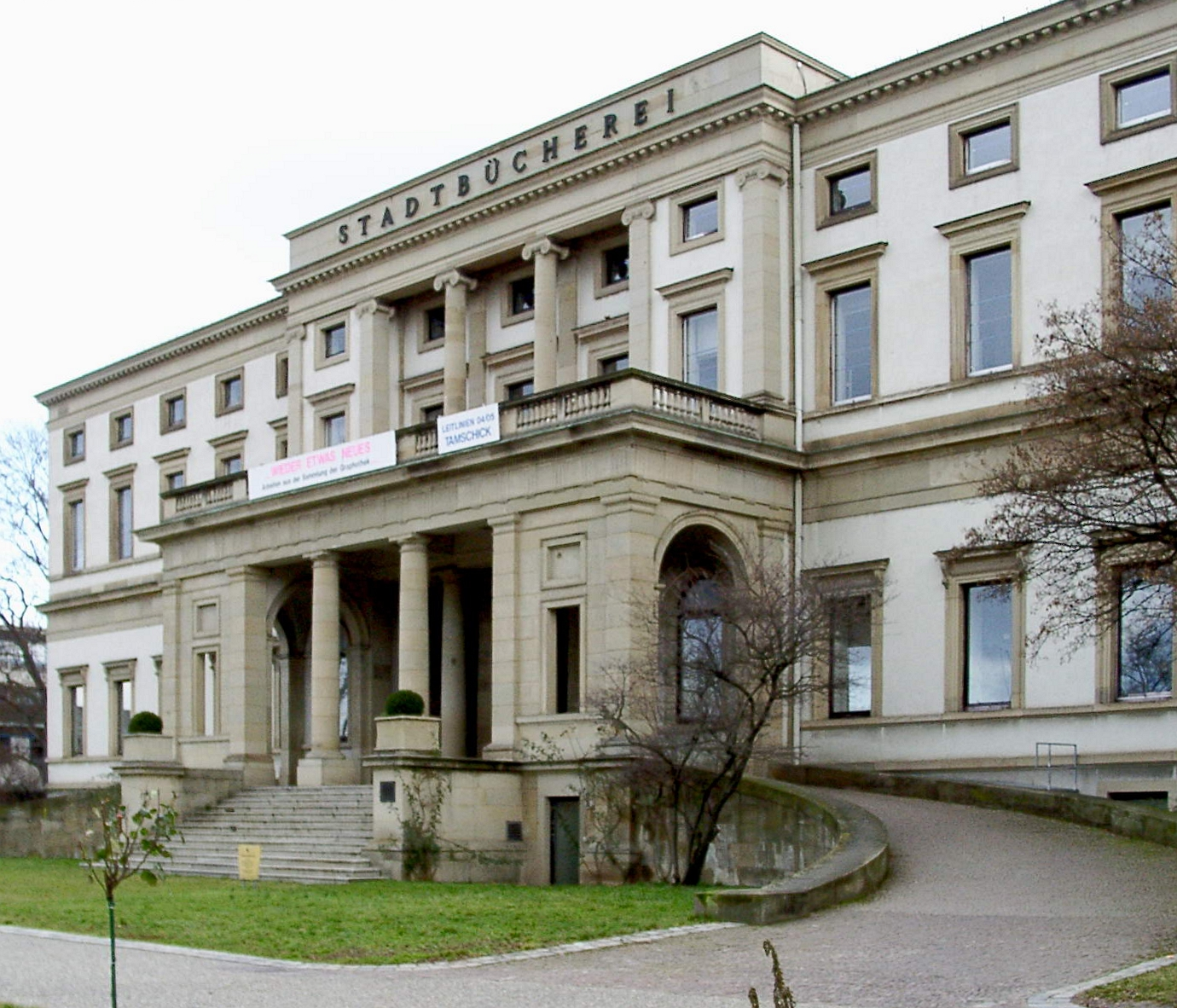
«Вильгельм Пале» в наши дни

Ноябрьская революция 1918 года привела к свержению монархий во всех германских государствах, в том числе и в Вюртемберге. Король Вильгельм II покинул Штутгарт 9 ноября, вскоре после массового штурма его резиденции «Вильгельм Пале». Революционеры подняли над дворцом красный флаг. В тот же день участники демонстрации смогли захватить несколько бараков в городе. Части расквартированных там гарнизонов открыто присоединились к революции. Рау имел непосредственное отношение к уличным акциям в Штутгарте.
Данные события стали первым существенным выражением общественного недовольства, накапливавшегося в течение нескольких дней. Ещё 4 ноября в городе появился первый рабочий совет во главе с 23-летним спартакистом Фрицем Рюком. Вскоре были созданы другие спонтанные рабочие и солдатские советы. Эти организации смогли установить контроль над крупной частью Вюртемберга. Рау был избран лидером военной полиции у себя дома, в Цуффенхаузене.
9 ноября около 150 членов советов провели двухдневную встречу в Штутгарте. Большинством голосов было принято решение о передаче полномочий по формированию временного правительства лидерам Социал-демократической и Независимой социал-демократической партий, которые присутствовали на съезде. Представитель «Союза Спартака» Альберт Шрайнер, председательствовавший в солдатском совете, получил должность военного министра. Однако спустя несколько дней, после споров о будущем курсе правительства Шрайнер подал в отставку. Спартакисты объявили своей целью повторение достижений Октябрьской революции в России, в то время как другие члены Независимой социал-демократической партии не определились с позицией. Социал-демократическая партия, напротив, выступала за создание институтов парламентской демократии и проведение досрочных выборов .
На протяжении следующих месяцев коммунисты предприняли несколько попыток вооружённого захвата власти в Штутгарте и других городах Вюртемберга. Действия левых радикалов сопровождались крупномасштабными забастовками рабочих. Мятежники занимали общественные здания и типографии. В ходе баварского мятежа апреля 1919 года, в результате которого была провозглашена Баварская Советская Республика, в Штутгарте прошла крупная забастовка. Правительство народного государства Вюртемберг объявило о введении чрезвычайного положения. Уличные столкновения унесли жизни 16 человек. В это же время Рау воспользовался полномочиями начальника военной полиции Цуффенхаузена для остановки производства на некоторых коммерческих предприятиях, продолжавших функционировать во время волнений. Впрочем, после провала забастовки он покинул должность по решению правительства.
Несмотря на нестабильную ситуацию в обществе и экономике, он вернулся к работе на заводе Bosch в Фейербахе, хотя вскоре лишился рабочего места. С 28 августа по 4 сентября 1920 года проходила новая всеобщая забастовка. Избрание главой забастовочного комитета Рау привело к его увольнению.

### Влияния
В 1919—1920 годах возглавлял ячейку коммунистической партии в Цуффенхаузене и руководил партийной организаций в Штутгарте. Лидером партии в Вюртемберге тогда был Эдвин Хёрнле, посещавший его ещё в период деятельности молодёжной цуффенхаузенской группы. Хёрнле стал другом и одним из учителем Рау, позволив ему пользоваться личной весьма объёмной библиотекой.
Тем не менее, в среде штутгартских левых главным идеологическим авторитетом для Рау стала Клара Цеткин. Она была одним из основателей Второго интернационала, ей симпатизировал Фридрих Энгельс, а император Вильгельм II, согласно некоторым источникам, называл её «страшнейшей ведьмой в Германии». Цеткин жила в предместьях Штутгарта с 1891 года, собирая вокруг себя марксистов. Одним из участников кружка был и Хёрнле, редактировавший вместе с Цеткин журнал Die Gleichheit (в пер. на русск. «Равенство»). В 1903 году Цеткин построила дом в Зилленбухе, где стали собираться левые активисты как местного, так и национального масштаба. В 1907 году в этом доме переночевал Владимир Ленин. В 1920 году, когда Цеткин была избрана в Рейхстаг Веймарской республики, Хёрнле и Рау вместе с ней переехали в Берлин.

### Берлин
В ноябре 1920 года он занял должность постоянного партийного функционера и секретаря сельскохозяйственного отдела ЦК компартии. С 1921 по 1930 годы читал лекции студентам региональных и федеральных партийных школ. Кроме того, он занимался редактурой ряда левых сельскохозяйственных журналов.
Главой сельскохозяйственного отдела ЦК был Хёрнле. В ноябре 1922 года он стал членом исполкома Коминтерна (Третьего интернационала), и в 1923 году он стал преемником Хёрнле в аграрном департаменте. Впоследствии занимал ведущие позиции в немецких и международных фермерских и крестьянских организациях левого крыла. С 1923 года он входил в секретариат Международного комитет сельскохозяйственных и лесных рабочих, а в начале 1924 года вошёл в исполком Государственной федерации крестьян (Reichsbauernbund). В 1930 году он стал членом Международного совета крестьян в Москве, через год присоединившись к Европейскому крестьянскому комитету. В 1928—1933 годах Рау был членом Preußischer Landtag, прусского парламента. Будучи парламентарием, стал членом и председателем комитета по сельскохозяйственным вопросам.

## Лишение свободы, Интербригады и Вторая мировая война
В январе 1933 года ко власти в Германии пришёл Адольф Гитлер. Национал-социалисты всеми доступными способами стремились подавить политических конкурентов, среди которых оказалась и коммунистическая партия. Когда деятельность коммунистов была ограничена, он стал консультировать ЦК по вопросам юго-запада страны, где вместе с соратниками организовывал подпольные партийные структуры. 23 мая 1933 года Рау был арестован, а 11 декабря 1934 года осуждён Народной судебной палатой за «подготовку к государственной измене» вместе с Бернхардом Бестлайном. Был приговорён к двум годам заключения, и по окончании срока наказания политик покинул страну. В августе 1935 года он эмигрировал в СССР через Чехословакию, где стал заместителем председателя Международного аграрного института в Москве.

Генрих Рау на почтовой марке, посвящённой гражданской войне в Испании

Когда во Второй Испанской Республике разгорелась гражданская война, и были созданы добровольческие Интернациональные бригады, он прошёл курс военных командиров в Рязани. В апреле 1937 года Рау прибыл в Испанию и присоединился к Одиннадцатой Интербригаде. В мае он стал выполнять функции политического комиссара, затем он был назначен начальником штаба и, наконец, командиром бригады. Рау находился в должности до следующей весны, после чего получил ранение. Бригада Рау смогла добиться некоторых успехов на поле боя, но войска мятежников к тому времени уже обрели стратегическое преимущество. Рау участвовал в битвах при Брунете, Белчите, Теруэле и Арагонском наступлении, где и был ранен.
Возможно, он находился в плохих отношениях с бывшим руководителем бригады, Рихардом Штаймером, который впоследствии стал зятем Вильгельма Пика, главы компартии. Эхо Большого террора, имевшего тогда место в Советском Союзе, докатилось и до Испании. Главный комиссар Интербригад и сторонник Сталина Андре Марти был основным организатором репрессий на территории пиренейского государства. После ранения Рау Марти отправил его в тюрьму под надуманным предлогом. В одном из докладов, написанных в 1940 году в Москве, Рау был назван «политическим преступником», контактировавшим с испанскими анархистами и Рабочей партией марксистского единства, которая была описана как троцкистская. По мнению историка Майкла Джексона, обвинения в сочувствии троцкистам в те годы нередко вели к ликвидации подозреваемого.
Впрочем, Рау, по всей видимости, располагал доверием влиятельных политических фигур. Он был выпущен из заключения и выслан из страны. В мае 1938 года он оказался во Франции, где возглавил чрезвычайный комитет немецких и австрийских бойцов в Испании. Кроме того, до 1939 года являлся одним из ведущих членов парижской ячейки немецкой коммунистической партии. В начале 1939 года он пересёк испанскую границу и вскоре вместе с Людвигом Ренном принял командование оставшимися формированиями Одиннадцатой Интербригады. Бригада и другие существенно повреждённые международные подразделения были объединены в структуру Agrupación Internacional (в пер. на русск. «Международная группа»), которая осуществляла боевые действия на северной границе Испании после падения Барселоны. Войска Agrupación обороняли поток беженцев, направлявшийся во Францию. Историк Арно Лустигер оценивал количество защищённых войсками беженцев в 470 тысяч человек.
В сентябре он был арестован французскими правоохранительными органами и интернирован в лагерь Верне. В ноябре 1941 года заключённый был переведён в секретную тюрьму в Кастре. Полгода спустя, в июне 1942 года режим Виши передал Рау гестапо. До марта 1943 года он содержался в тюрьме на Принц-Альбрехт-Штрассе в Берлине. Затем его перевели в концентрационный лагерь Маутхаузен, где он оставался почти до самого конца войны в Европе. Незадолго до окончания боевых действий, в мае 1945 года он выступил одним из организаторов и участников восстания заключённых.

## ГДР

### Возвращение к политической деятельности
Когда рейх капитулировал, он отправился в Вену на несколько недель. Там вместе с другими представителями компартии работал с немецкими политическими заключёнными, вышедшими на свободу. В июле 1945 года он покинул Вену вместе с конвоем из 120 бывших узников Маутхаузена и направился в занятую советскими войсками часть Берлина.

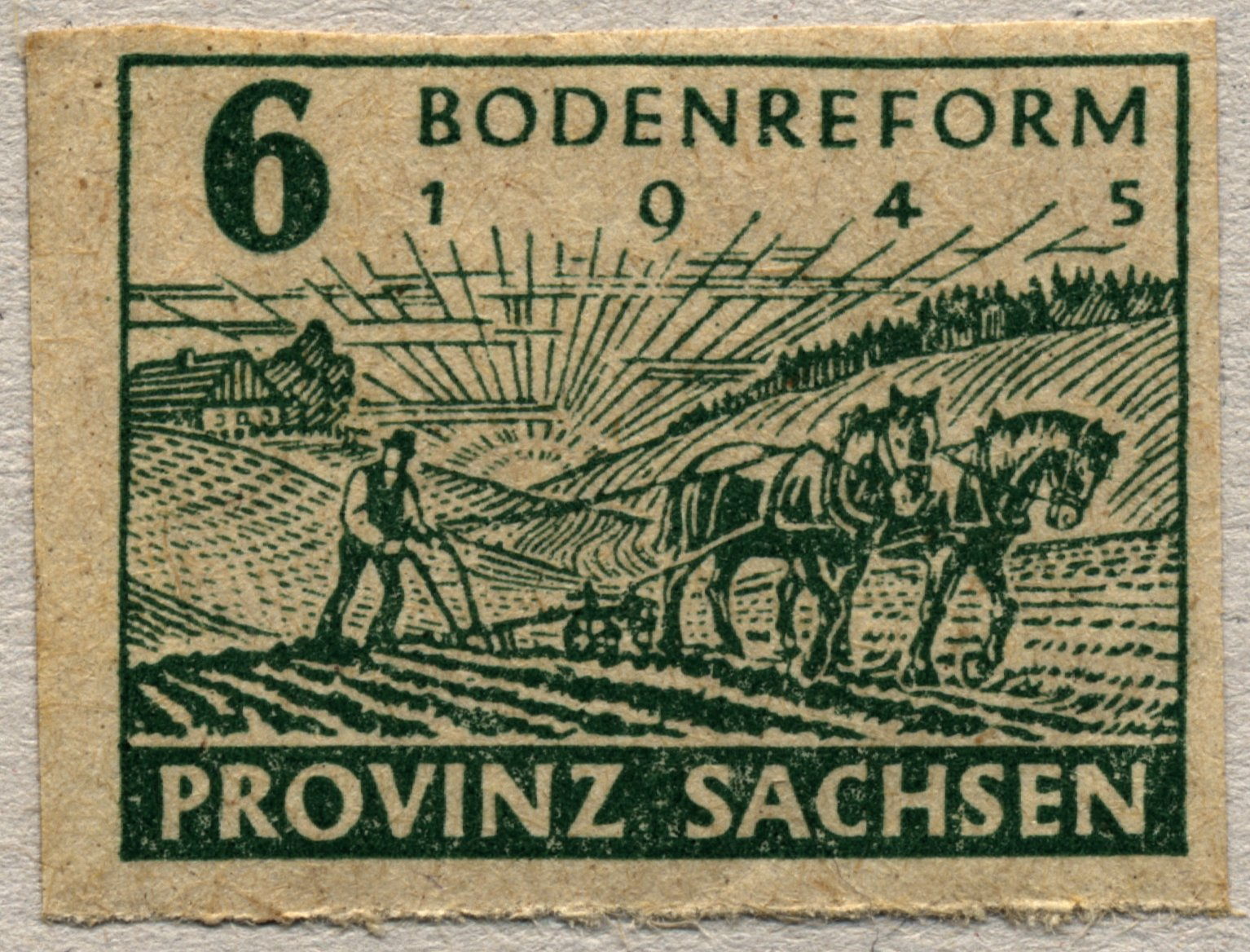
Марка, посвящённая земельной реформе 1945 года

В сентябре советская сторона назначила Рау одним из временных руководителей провинции Бранденбург. Он получил должность заместителя председателя Бранденбурга по вопросам питания, сельского и лесного хозяйства. В этом качестве он стал преемником Эдвина Хёрнле, который занимался делами Бранденбурга с конца июня. Сам Хёрнле был назначен председателем центральной администрации сельского и лесного хозяйства в Советской зоне оккупации Германии. По долгу службы Рау присоединился к комиссии, ответственной за проведение земельной реформы в провинции. Весной 1946 года он стал курировать вопросы экономики и транспорта в провинции. В июне он стал главой бранденбургской комиссии по секвестрации. В том же году произошло принудительное объединение восточногерманских отделений Коммунистической и Социал-демократической партий в Социалистическую единую партию. В ноябре в Бранденбурге прошли выборы, и в следующем году провинция получила статус федеральной земли. В 1946—1948 годах являлся делегатом бранденбургского парламента и министром экономического планирования Бранденбурга.

### Немецкая экономическая комиссия

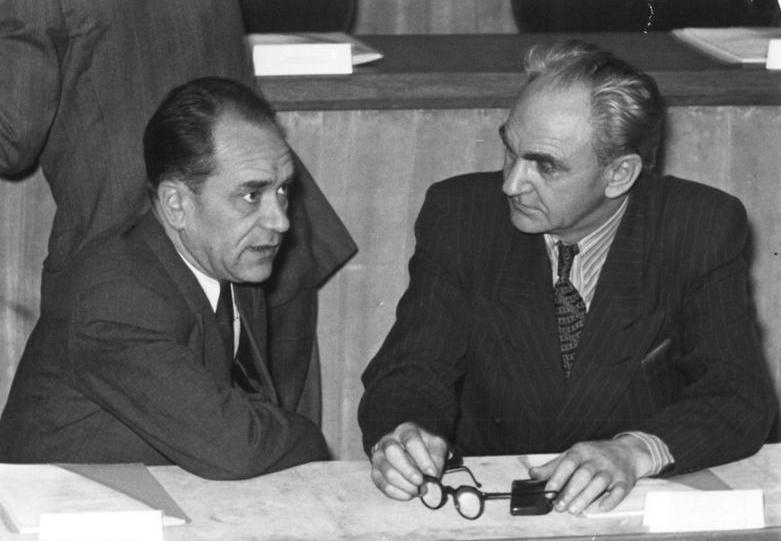
Рау (справа) и Бруно Лейшнер, один из его заместителей в экономической комиссии. 1951 год

В марте 1948 года он был назначен председателем Немецкой экономической комиссии (Deutsche Wirtschaftskommission или DWK). На тот момент комиссия была мощным централизованным органом администрации, выполнявшим функции правительства. Комиссии предстояло решить множество проблем различной природы. В 1948 году была проведена денежная реформа. 20 июня западные оккупационные зоны Германии ввели новую валюту, в то время как восточная часть страны по-прежнему использовала старые деньги. Опасаясь возможной инфляции, комиссия во главе с Рау должна была в короткий срок осуществить замену денежных средств. Кроме того, денежная реформа позволила её авторам перераспределить капиталы благодаря применению разных обменных курсов для частных и государственных предприятий. Власти стран-победительниц не смогли договориться об использовании той или иной валюты на территории Берлина, что стало одной из причин блокады Западного Берлина советскими войсками.
Под его руководством комиссия, изначально контролируемая Советской военной администрацией в Германии, обретала всё больший вес в отношениях с СССР. Политики Восточной Германии выработали собственный план развития страны, который был одобрен шефом советского посольства в Германии Владимиром Семёновым. Ещё в январе 1948 года он сказал, что приказы Советской военной администрации должны лишь гарантировать исполнение аналогичных приказов Немецкой экономической комиссии. Он стремился достичь таких договорённостей с советской стороной, которые могли бы наложить обязательства и на СССР. В частности, органами комиссии был разработан и утверждён полугодичный план экономического развития Восточной Германии во второй половине 1948 года, который был принят Советской администрацией в мае. Позже был утверждён схожий документ, регламентировавший развитие страны в 1949 и 1950 годах.
Основным препятствием на пути к претворению плана в жизнь стала советская блокада Западного Берлина и последовавшая контрблокада Восточной Германии западными государствами. Были нарушены экономические связи между восточной и западной частями страны. При этом разрыв оказал большее разрушительное воздействие на восток Германии, долгое время подпитываемый поставками товаров с Запада. Западно-берлинская газета Sozialdemokrat (в пер. на русск. «Социал-демократ») в одном из апрельских выпусков 1949 года сообщала, что Рау открыто высказывался против блокады на встрече аппарата Социалистической единой партии Германии. Журналисты писали о том, что политик говорил о неэффективности щедрой советской помощи и намекал на скорое снятие блокады. Советские войска прекратили блокировать транспортные узлы Западного Берлина 12 мая 1949 года.
Расширение полномочий экономической комиссии привело к росту численности её сотрудников. Если в середине 1948 года в комиссии работало пять тысяч сотрудников, то к началу следующего года штат включал десять тысяч служащих. В марте 1949 года он впервые подписал договор с иностранным государством в качестве официального представителя страны. Документ регламентировал торговые соглашения с Польской Республикой.

### Создание и первые годы ГДР
Деятельность экономической комиссии подошла к концу в октябре 1949 года с созданием Германской Демократической Республики. ГДР была провозглашена 7 октября на церемонии в здании бывшего авиационного министерства, которое до того занимала организация Рау. Пять дней спустя прошла процедура формальной ликвидации экономической комиссии. Рау стал делегатом Народной палаты и членом нового правительства.

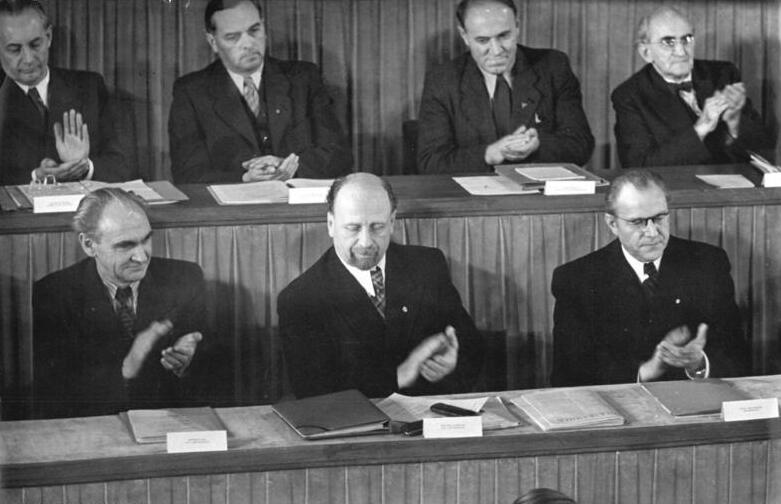
В первом ряду слева направо: Генрих Рау, первый секретарь ЦК СЕПГ Вальтер Ульбрихт и председатель Правительства ГДР Отто Гротеволь. 1951 год

В 1949 году в Социалистической единой партии была реализована характерная для компартий структура управления. Рау стал членом учреждённого Центрального комитета партии и кандидатом в члены Политбюро. В следующем году он получил статус члена политбюро и был назначен вторым заместителем председателя Совета министров.
В 1949—1950 годах он занимал должность министра планирования, а в 1950—1952 годах был председателем Государственной плановой комиссии. Будучи одним из творцов экономической политики ГДР, Рау вступил в конфликт с Генеральным секретарём партии Вальтером Ульбрихтом. Он обвинял Ульбрихта и его команду в ошибках, которые вели страну к неминуемому экономическому коллапсу. В ответ Президент ГДР Вильгельм Пик вновь поднял вопрос о причастности Рау к троцкизму. В письме Пику от 28 ноября 1951 года Рау выразил недовольство тем, что Секретариат партии подавляет Политбюро, цензурируя его позицию по экономическим вопросам.
В 1952—1953 годах Рау возглавлял учреждённый Координационный центр промышленности и транспорта в составе Совета министров. Ведомство осуществляло контроль за хозяйством ГДР и стремилось преодолеть те его трудности, которые были вызваны бюрократизацией экономики и недостаточно открытой политикой некоторых государственных структур. Глава кабинета Отто Гротеволь именно так описал деятельность центра в разговоре со Сталиным.
После смерти Сталина в марте 1953 года советское руководство объявило о проведении Нового курса (нем. Neuer Kurs) в немецкой экономической политике. Новые лидеры СССР желали отставки сталиниста Ульбрихта и в качестве кандидата на его должность рассматривали Рау. В ответ ведущий идеолог Социалистической единой партии и кандидат в члены Политбюро Рудольф Херрнштадт создал проект Нового курса при поддержке Рау. Однако в июне 1953 года в ГДР происходили волнения рабочих, которые были подавлены Советской армией, и политическая ситуация в стране изменилась. Три недели спустя прошло собрание Политбюро, на котором присутствовали восемь его членов и шесть кандидатов. Рау выступил с рекомендацией о смещении Ульбрихта, а его боевой товарищ по испанской гражданской войне, глава Штази Вильгельм Цайссер обвинил Ульбрихта в извращении партийных принципов. Большинство выступило против Ульбрихта, его единственными сторонниками стали Герман Матерн и Эрих Хонеккер. Впрочем, тогда ни один из членов Политбюро не мог выступить в качестве срочной замены Ульбрихту. Выдвигались кандидатуры Рудольфа Херрнштадта и Рау, однако оба не были уверены в своей готовности, и решение вопроса было отложено. На следующий день Ульбрихт улетел в Москву, где получил гарантии от советского руководства, опасавшегося, что отставка Ульбрихта может быть расценена как слабость. Через некоторое время пять членов и кандидатов в члены Политбюро утратили свой статус.

### Конкуренция в Политбюро и экономическая реформа

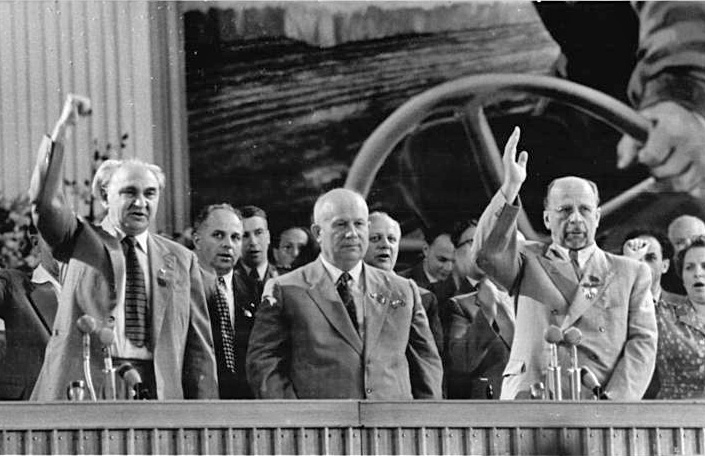
Рау, Никита Хрущёв и Ульбрихт на Пятом съезде СЕПГ в 1958 году

В отличие от других политиков, Рау удалось сохранить почти все свои должности. Он остался членом Политбюро, в котором продолжал заведовать промышленным сектором, и заместителем председателя Совета министров. С другой стороны, его вес в партии стал менее значительным. Сторонник Ульбрихта Бруно Лейшнер, который занял пост председателя Государственной плановой комиссии после Рау, теперь стал кандидатом в члены Политбюро. Пользовавшемуся поддержкой лидера ГДР Лейшнеру со временем удалось стать главным человеком в экономике страны. Пресса ГДР никогда не писала о разногласиях между Рау и Лейшнером и определяла их сотрудничество как исключительно эффективное.
Сконцентрировашись на работе в партии и министерстве, ему удавалось избегать открытых конфликтов с Ульбрихтом. В 1954 году он стал кавалером ордена «За заслуги перед Отечеством» в золоте (нем. Vaterländischer Verdienstorden). В интервью 1964 года Ульбрихт говорил, что в период «внедрения социализма» в ГДР только три человека существенно поспособствовали экономическому развитию, «а именно Генрих Рау, Бруно Лейшнер и я. С остальными даже не советовались!».
В 1953—1955 годах он возглавлял министерство машиностроения. Его заместителем тогда выступал Эрих Апель, ставший в начале шестидесятых автором экономической реформы под названием «Новая экономическая система». Эта реформа стала, по мнению историка Йорга Рёслера, продолжением экономических преобразований середины 1950-х годов. Основанием экономической реформы пятидесятых годов стало исследование, проведённое министерством Рау в 1953 году. Результаты исследования, посвящённого экономической эффективности на предприятиях, продемонстрировали, что предприятия могут стать более эффективными в случае передачи некоторых полномочий от плановой комиссии им самим. Рау выступал за проведение реформы с весны 1954 года, в то время как теперь уже глава планового блока Лейшнер последовательно оппонировал коллеге. В августе министерство Рау направило проект реформы в комиссию Лейшнера. В конце года Ульбрихт, испытавший, вероятно, влияние своего нового экономического советника Вольфганга Бергера, одобрил инициативу ведомства Рау. Преобразования проводились до 1956 года, после чего проект был свёрнут ввиду ухудшения политического климата в Восточной Европе. В 1956 году в ряде стран Восточного блока происходили беспорядки, побудившие руководителей государств к централизации власти, в том числе экономической. В шестидесятых годах республика вернулась к идее реформации экономики, и началась реализация уже упомянутой реформы Апеля.

### Международная политика

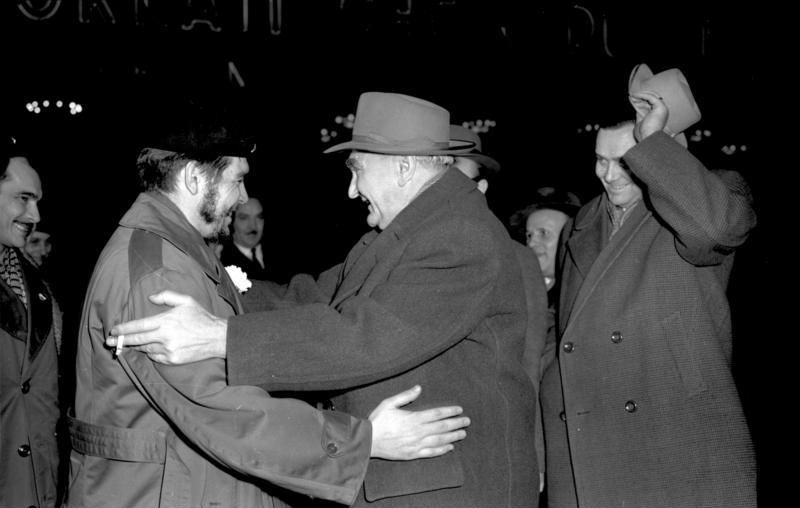
Рау (в шляпе) и Че Гевара. Восточный Берлин, 1960 год

В 1955—1961 годах он был переведен на должность министра внешней и межгерманской торговли. В тот период оба германских государства по-прежнему считали объединение страны одним из политических приоритетов. Вместе с тем, власти Западной Германии, парламент которой был избран по результатам свободного голосования, считали, что лишь ФРГ может претендовать на общегерманскую легитимность. В ответ на это спектр официальных дипломатических отношений ГДР был сокращён до взаимодействий лишь со странами Восточного блока. ГДР не получила широкого международного признания, вследствие чего торговые миссии, созданные министерством Рау в ряде государств, являлись своего рода посольствами ГДР.
Поскольку экономика ГДР была ориентирована на экспорт товаров, вполне естественным представляется и то, что Рау возглавлял Комиссию по внешней политике при Политбюро (нем. Außenpolitische Kommission beim Politbüro). Он работал в комиссии с 1955 года, и в качестве её председателя совершил множество зарубежных поездок. Рау посетил ведущие страны Восточного блока, КНР и Албанию, а также главные государства Движения неприсоединения Индию и Югославию. В 1955—1957 годах он часто работал в арабских странах, несколько раз посещал Египет. Одним из его последних действий в ранге министра стало подписание торгового соглашения с Кубой 17 декабря 1960 года в Восточном Берлине. С кубинской стороны договор подписал министр Эрнесто Че Гевара.
В последние годы Рау страдал от болезней, скончался от сердечного приступа.

### Награды и звания
- Орден «За заслуги перед Отечеством» 1-й степени (1954)
- Орден «Знамя Труда» (ГДР) (1958)
- Медаль за борцов с фашизмом с 1933 по 1945 год (1958)
- Медаль Ганса Баймлера
- Большая лента ордена Нила (Арабская Республика Египет) (1961)

## Наследие
После смерти  его имя получили предприятия, школы, дома отдыха, несколько улиц и эскадрилья истребителей. В ГДР трижды выходили марки с его изображением. Некоторые улицы, названные в честь политика, были переименованы после объединения Германии:
- Анне-Франк-штрассе в Шведте, Бранденбург (переименована 1 сентября 1993 года)[65][66];
- Берлинерштрассе в Потсдаме ранее носила название Генрих-Рау-аллее[67][68];
- Бисмаркштрассе в Лейпциг-Гросчохер (переименована 1 мая 2001 года)[69][70];
- Валленштайнштрассе во Франкфурте-на-Одере (переименована в 1991 году)[71][72];
- Меркише-аллее в Берлин-Марцан (переименована 13 января 1992 года)[73][74];
- Пауль-Таубадель-штрассе в Гёрлице (см. статью в немецком разделе)[75].

Часть улиц сохранила своё название:
- улица в Бернбурге, Саксония-Анхальт[76];
- улица в Котбусе, Бранденбург[77];
- улица в Нойруппине, Бранденбург[78];
- улица в Шёнебеке, Саксония-Анхальт[79];
- улица в Штраусберге, Бранденбург[80];
- улица в Эберсвальде, Бранденбург[81].

Рау был женат дважды, имел трёх сыновей и дочь. До 1960 года Рау, как и другие члены Политбюро, жил в особо защищённом секторе восточно-берлинского района Панков, его дом располагался на улице Маяковскиринг. В 1960 году он переехал в особое поселение Вайдзидлунг неподалёку от Вандлица. В 1963 году вдова Рау Элизабет вернулась на Маяковскиринг.
Когда известный немецкий политик и будущий Президент Германии Йоханнес Рау посетил собрание Социал-демократической партии в Эрфурте, проходившее в период объединения Германии, он был представлен как «премьер-министр Генрих Рау». Услышав это, он иронически заметил, что Генрих Рау был «Министром торговли, швабом и коммунистом», в то время как сам он не был ни одним из трёх.

## Комментарии
1. ↑  Король посчитал недопустимым пролитие крови во имя собственного суверенитета, поэтому штурм дворца стал практически бескровным. Толпа беспрепятственно обезоружила базировавшийся неподалёку отряд безопасности. Тем не менее, один из охранников был жестоко избит одним из революционеров в самом дворце. Другие участники штурма воспрепятствовали дальнейшему насилию и перевязали раны пострадавшего. Всё ещё популярный в массах король остался невредимым — см. Kohlhaas, 1967, стр 199—209.
2. ↑  Артур Криспин и Ульрих Фишер, министры от Независимой социал-демократической партии, симпатизировали коммунистам во время их штутгартского восстания в январе 1919 года. Позже они были лишены министерских портфелей — см. Kohlhaas, 1964, стр 16-17.
3. ↑  Коммунисты имели широкое представительство на штутгартских фабриках. Например, на выборах в рабочий совет предприятия Daimler-Motoren-Gesellschaft, состоявшихся в марте 1920 года, кандидаты от Коммунистической и Независимой социал-демократической партий получили около трёх четвертей голосов. Схожие результаты наблюдались и на выборах в орган, ставший предшественником рабочего совета. Структура политических предпочтений на фабрике Рау в те годы была сопоставимой — см. Michel, 1996, стр. 217—220.
4. ↑  В 1936 году были созданы пять Интербригад, которые получили названия Одиннадцатой, Двенадцатой, Тринадцатой, Четырнадцатой и Пятнадцатой. Возможно, таким способом военное руководство пыталось устрашить врага —см. Krammer, 1969.
5. ↑  В пользу этой гипотезы говорят некоторые факты. По данным Карлоса Энгеля, Рау сменил Штаймера 3 ноября 1937 года (см. Engel, 1999). С другой стороны, в официальном докладе одного из бывших офицеров Густава Синды, сделанном в 1940 году в Москве, сообщалось, что Рау принял полномочия только в январе 1938 года, когда Штаймер отбыл в Москву. Это утверждение Синды находится в полном соответствии с официальной версией советских властей. При этом в докладе Синды имелись и другие данные, которые были выгодны для СССР с точки зрения информационной политики. Например, Синда говорит о Гансе Кале как о первом командире бригады, забывая упомянуть его предшественника Манфреда Штерна, попавшего в опалу (см. Brun, 1999). Сам Синда исполнял обязанности Рау после того, как тот был ранен. Позже политические соратники Рау и Штаймера с удивлением относились к их вражде, возникшей, видимо, ещё в Испании (см. Niemetz, 2006, стр. 51). Тогда же появились слухи о том, что Штаймер мог убить комиссара бригады Ганса Баймлера по приказу советского наркомата внутренних дел (см. Thomas, 1977, стр. 366, 482, 488). Эту версию поддерживала близкая к Баймлеру Антония Штерн (см. источник Архивная копия от 6 марта 2012 на Wayback Machine).
6. ↑  В течение последних двух лет войны созданием подпольной организации занимались заключённые советские офицеры и ветераны испанской гражданской войны. О мятеже в Маутхаузене писал Франц Далем, в то время член нелегального «Международного лагерного комитета». Ссылаясь на советского полковника Шанцшеева, он утверждал, что тогда было создано одиннадцать боевых подразделений, три из которых были укомплектованы советскими заключенными, три — немецкоязычными, в том числе один — австрийскими, ещё один отряд был сформирован из франкоязычных пленных. Испания, Польша, Чехословакия и Югославия также были представлены одним подразделением. 5 мая лагерный комитет отдал приказ о начале мятежа (см. Woitinas, 1977, стр. 24). По мнению историка Эриха Войтинаса, Рау сыграл ключевую роль в восстании (см. Woitinas, 1977, стр. 23-24).
7. ↑  В феврале 1948 года по решению СССР комиссия была наделена компетенцией, «далеко выходившей за рамки экономических нужд» (см. Weitz, 1997, стр. 350).
8. ↑  Государственные предприятия и владельцы очень небольших сберегательных счетов (до 100 рейхсмарок) могли обменять валюту по курсу 1:1. Владельцы счетов, на которых находилось до 1000 рейхсмарок, могли получить новую валюту по курсу 5:1, в то время как частные предприятия и граждане, располагавшие более крупными суммами на счетах, получали марки ГДР по курсу 10:1 (см. Roesler, 2008, стр. 821). Тем не менее, попытка применения этого правила абсолютно ко всем частным фирмам, среди которых был крупный банк Garantie- und Kreditbank AG, принадлежавший СССР, провалилась. Получив от советских властей письмо с резким протестом, Рау позволил банку обменять деньги по курсу 1:1 (см. Karlsch, 1993, стр. 211).
9. ↑  Председателем Совета был Отто Гротеволь. Генеральный секретарь партии Вальтер Ульбрихт занимал пост первого заместителя председателя. Когда и Гротеволь, и Ульбрихт работали за рубежом, например, в Москве, Рау исполнял функции премьер-министра (см. Current notes on international affairs, 1952, стр. 724). Вместе с тем, статусом заместителя председателя Совета обладали ещё несколько чиновников, в том числе два представителя партий Национального фронта. По некоторым данным, Гротеволь в разговоре со Сталиным говорил об их незначительности (см. Osterman, 2001, стр. 29).
10. ↑  В то время Ульбрихт управлял Политбюро на правах первого среди равных, оставаясь при этом главой Секретариата ЦК. При этом Политбюро фактически обладало более широкими возможностями, чем Секретариат. Функции Секретариата сводились к реализации решений Политбюро на уровне партийного аппарата. В частности, Секретариат занимался вопросам агитации, пропаганды и партийной печати. Особенно важным являлось то, что Секретариат мог определять карьерные перспективы части кадрового состава партии. Политбюро оставляло за собой право назначать членов на ряд особо значимых позиций, в то время как остальные должности комплектовались Секретариатом (см. Amos, Politik und Organisation der SED-Zentrale (2003), стр.105-107). Вследствие этого Секретариат был одним из главных властных ресурсов Ульбрихта, некоторые немецкие политики называли его «Бюро-Ульбрихт» (нем. "Bureau Ulbricht"). С другой стороны, позиции Ульбрихта в Политбюро были не столь крепки, и он всеми способами пытался компенсировать это за счёт расширения компетенции Секретариата. В 1953 году внутренняя политическая борьба достигла пика, и Политбюро потребовало ликвидации Секретариата (см. источник Архивная копия от 30 марта 2012 на Wayback Machine). Позже Ульбрихт добился большего веса в Политбюро, и полномочия утратившего свой политический потенциал Секретариата были сокращены до прежних (см. Amos, Politik und Organisation der SED-Zentrale (2003), стр. 346). Через некоторое время характер отношений Политбюро и Секретариата ЦК вновь изменился. С 1959 года все должности в Секретариате распределялись исключительно членами Политбюро. Достаточно привычным стало участие тех или иных политиков в работе обоих органов. К тому времени работа Секретариата могла быть даже более эффективной, чем работа комиссий Политбюро.
11. ↑  Карл Ширдеван, ставший членом Политбюро в 1953 году, писал, что 19 июня того же года представитель СССР в ГДР Владимир Семёнов спрашивал его об Ульбрихте и Рау. Ширдеван отозвался об Ульбрихте положительно, но сказал, что в условиях необходимой замены Рау будет наиболее перспективным кандидатом (см. Schird, 1994, стр. 55). Через несколько лет Ширдеван стал политическим соперником Ульбрихта и проиграл ему.
12. ↑  Глава Совета министров Гротеволь, видимо, не участвовавший в конфликте, на протяжении всего заседания сделал для себя лишь несколько записей.
13. ↑  Главный соперник Ульбрихта в партии и близкий товарищ Рау Франц Далем был смещён Ульбрихтом ещё несколько месяцев назад — причиной стало сотрудничество с американским гражданином и советским шпионом Ноэлем Филдом (см. источник Архивная копия от 21 января 2012 на Wayback Machine). В 1956 году Далем был реабилитирован и одним из первых представлен к медали Ганса Баймлера, вручаемой ветеранам испанской гражданской войны. Награждение Далема прошло на церемонии, организацию которой курировал Рау. По иронии судьбы медаль получил и Рихард Штаймер, подозреваемый в убийстве Баймлера (см. источник Архивная копия от 22 октября 2012 на Wayback Machine).
14. ↑  Особую поддержку Ульбрихту оказал Никита Хрущёв. Руководителю ГДР повезло и в том, что за несколько дней до его визита произошёл арест Лаврентия Берии, который выступал своего рода наставником министра госбезопасности ГДР Вильгельма Цайссера. Этот факт пробудил в Ульбрихте желание лично управлять безопасностью страны. Вскоре он инициировал создание отдела безопасности при ЦК партии и контролирующей комиссии при Политбюро, которой управлял самостоятельно (см. MfS, 2003, стр. 31). В дальнейшем Ульбрихт не допускал до избрания в Политбюро ни одного министра госбезопасности. В 1960 году Ульбрихт преобразовал свою комиссию по безопасности в Национальный совет обороны ГДР. Возможности новой организации выходили далеко за пределы прямой ответственности Политбюро.
15. ↑  ЦК, юридически высший партийный орган, в действительности часто лишь поддерживал решения Политбюро. Однако на Пятнадцатой сессии ЦК, где присутствовали некоторые крупные советские чиновники, в том числе Михаил Суслов, Ульбрихт резко критиковал Херрнштадта и Цайссера (см. Amos, Politik und Organisation der SED-Zentrale (2003), стр. 292). Ульбрихту удалось укрепить своё положение в Политбюро и получить подтверждение статуса главы партии от ЦК. При этом Генеральный секретарь партии по советскому образцу стал именоваться Первым секретарём.
16. ↑  Одним из источников разногласий между двумя политиками стала фигура Фрица Шенка, личного ассистента Лейшнера. В 1957 году он бежал в ФРГ, где стал ярым критиком политики Социалистической единой партии. В частности, он предал огласке некоторые личные заметки Лейшнера (см. Schenk, 1962, стр. 111—114).
17. ↑  Министерство машиностроения существовало на протяжении нескольких лет, однако 1 января 1953 года оно было разделено на три ведомства: министерство тяжёлого машиностроения, министерство общего машиностроения и министерство транспортного и сельскохозяйственного машиностроения. В ноябре министерство снова было объединено, и именно тогда портфель получил Рау. В 1955 году министерство снова подверглось реорганизации, в результате которой были восстановлены министерства тяжёлого и общего машиностроения (см. Mühlfriedel, Wiessner, 1989, стр. 189).
18. ↑  Термин «межгерманская» в этом контексте обозначал торговые отношения с ФРГ.
19. ↑  Термин «торговая миссия» был изобретён ГДР для демонстрации дипломатического контакта. Впоследствии торговая миссия могла стать полноценной дипломатической миссией (см. Bock, Muth & Schwiesau, 2004, стр. 91).
20. ↑  Как правило, Политбюро выносило решения, предварительно разработанные профильным специалистом. Рау выступал в качестве специалиста по внешней политике. Разработкой повседневных решений в области внешней политики занимался специальный отдел ЦК — Отдел по внешней политике и международным отношениям, ведущие работники которого входили и в комиссию Рау. Отдел занимался координацией различных вопросов, в частности, информационным обеспечением решений Политбюро (см. Amos, Politik und Organisation der SED-Zentrale (2003), стр. 398—401, 487). В тот период Министерство иностранных дел фактически было подчинено структурам ЦК и Политбюро. Однако должность министра по-прежнему считалась престижной, и для демонстрации демократического разнообразия до 1965 года министром иностранных дел назначался представитель одной из партий Национального фронта. Единственное исключение из правила составил Антон Акерманн, ставший, ко всему прочему, первым председателем Комиссии по внешней политике в 1953 году. Он исполнял обязанности министра иностранных дел после ареста христианского демократа Георга Дестингера.